# Panterbot
De panterbot (Bothus pantherinus) is een straalvinnige vissensoort uit de familie van botachtigen (Bothidae). De wetenschappelijke naam van de soort is voor het eerst geldig gepubliceerd in 1830 door Rüppell.